# Amendement Grévy
L'amendement Grévy est une proposition d'amendement déposée par Jules Grévy en 1848 pour supprimer la fonction de président de la République française. Sa proposition est rejetée par l'Assemblée nationale.

## Contexte
En tant que représentant du Jura à l'Assemblée nationale, Jules Grévy prend part aux débats sur l'élaboration de la première constitution de la IIe République.

## Objet
L'amendement a pour objet de supprimer la présidence de la République en en fusionnant les fonctions avec celles de président du Conseil des ministres, élu par l'Assemblée et responsable devant elle.

## Texte
Le texte de l'amendement est le suivant :

« Art. 41. – L'Assemblée nationale délègue le pouvoir exécutif à un citoyen qui reçoit le titre de président du Conseil des ministres.
« Art. 42. – [Comme au projet.]
« Art. 43. – Le président du Conseil des ministres est nommé par l'Assemblée nationale, au scrutin secret et à la majorité absolue des suffrages.
« Art. 44. – [Supprimé.]
« Art. 45. – Le président du Conseil des ministres est élu pour un temps illimité. Il est toujours révocable. »

— Amendement,.

## Rejet
Le 7 octobre 1848, l'Assemblée nationale rejette la proposition par 643 voix contre 158,,.

## Interprétation
L'amendement Grévy est considéré comme ayant introduit, s'il avait été adopté, un régime d'assemblée : c'est le cas d'Adhémar Esmein, de Léon Duguit, de Joseph Barthélemy et Paul Duez, de Paul Bastid ainsi que de Marcel Prélot et Jean Boulouis.